# Kennedy Katende
Kennedy Katende (* 15. März 1985 in Kampala, Uganda) ist ein schwedisch-ugandischer Amateurboxer. Er vertrat Schweden bei den Olympischen Spielen 2008 und Uganda bei den Olympischen Spielen 2016.

## Amateurkarriere
Katende wurde 2002 und 2003 Schwedischer Juniorenmeister und erreichte den fünften Platz im Mittelgewicht bei den Junioren-Europameisterschaften 2003 in Warschau. Anschließend boxte er im Halbschwergewicht der Elite-Klasse (Erwachsene). Bei nationalen Meisterschaften glückte ihm anschließend lange kein Titelgewinn mehr. Er unterlag in den Finalkämpfen von 2005 und 2006 gegen Badou Jack sowie 2010 und 2011 gegen Babacar Kamara. Erst 2016 gewann Katende den Schwedischen Meistertitel im Halbschwergewicht.
2008 nahm er an der europäischen Olympiaqualifikation in Athen teil und besiegte Dariusz Sęk aus Polen, Darko Kučuk aus Bosnien, Bahram Muzaffer aus der Türkei und Anastasios Berdesis aus Griechenland, ehe er erst im Finale gegen Kenneth Egan aus Irland ausschied. Er hatte sich somit für die Olympischen Sommerspiele 2008 in Peking qualifiziert, unterlag dort jedoch im ersten Kampf gegen Artur Beterbijew aus Russland.
Ferner war er Teilnehmer der Europameisterschaften 2010 in Moskau sowie der Weltmeisterschaften 2011 in Baku und besiegte in Länderkämpfen unter anderem Yamaguchi Falcão, Imre Szellő, Enrico Kölling und Obed Mbwakongo.
Für Uganda gewann er 2015 eine Bronzemedaille bei den Afrikaspielen in Brazzaville. Bei der afrikanischen Olympiaqualifikation im März 2016 in Yaoundé erreichte er mit Siegen gegen Yoda Aboubacar, Sadiq Umar und Luvuyo Sizani, sowie einer Niederlage gegen Abdelhafid Benchabla, den dritten Platz im Halbschwergewicht. Er qualifizierte sich damit für die Olympischen Sommerspiele 2016. Dort schied er jedoch im ersten Kampf gegen den Briten Joshua Buatsi aus.

## Profikarriere
Seinen ersten Profikampf bestritt er am 26. November 2016 in den USA und gewann nach Punkten.